# Anta Grande de Zambujeiro
L'Anta Grande de Zambujeiro (aussi appelé Anta Grande de Zambujeiro de Valverde) est un dolmen situé dans la freguesia de Nossa Senhora da Tourega (pt) sur le territoire de la municipalité d'Évora (district d'Évora, Portugal),. 
Le mot anta est l'équivalent portugais d'« ante » (pilier terminal d'un temple grec ou romain), mais il est aussi employé pour désigner les pierres d'un dolmen ou le dolmen lui-même. Environ 5 000 structures mégalithiques de ce type ont été construites au Néolithique dans l'ouest de la péninsule Ibérique par les successeurs de la culture de la céramique cardiale ou Cardial.
Il est classé monument national depuis 1971.

## Description
Ce monument mégalithique est l'un des plus grands de la péninsule ibérique. Il a été construit entre 4 000 et 3 500 av. J.-C.. Il a été découvert en 1964 lorsque la pierre de recouvrement de 20 tonnes a été dynamitée.
La chambre funéraire polygonale, utilisée au Néolithique comme lieu de sépulture et de cultes religieux possibles, est constituée de sept énormes orthostates de 8 m de haut. À l'origine, elle était recouverte d'une pierre de 7 m de large. Une allée couverte de 12 mde long, 1,50 m de large et 2 m de haut mène à la chambre. L'entrée était marquée par un immense menhir décoré de fossettes, aujourd'hui classé et reposant sur le sol. Le tumulus d'origine faisait environ 6 m de haut et 70 m de diamètre. L'entrée du couloir était pavée.
Ce dolmen illustre la capacité technique et la complexité de l'organisation sociale des populations néolithiques qui l'ont construit.

### Fouilles archéologiques
Un grand nombre de découvertes archéologiques trouvées lors des fouilles de 1965 réalisées par Henrique Leonor Pina se trouvent au Museu Nacional Frei Manuel do Cenáculo (pt) d'Évora : 
- environ 500 perles, de formes et de matières différentes.
- près de 30 haches en pierre ou leurs fragments.
- plus de 800 lames et fragments de lames.
- 40 poteries intacts et 1 800 fragments.
- 154 idoles en ardoise sculptées et environ 1000 fragments.
- plus de 500 pointes de flèches

### Protection
En 2019, le monument mégalithique est dans un état très préoccupant et risque l'effondrement de toute sa structure. Les pierres verticales qui composent le monument, en particulier celles du couloir, sont pratiquement visibles presque jusqu'à la base, ce qui signifie qu'il se trouve dans une situation d'effondrement progressivement dangereuse.
Il est désormais protégé contre l'érosion par une couverture en tôle ondulée. Par crainte d'une détérioration du site archéologique, une enceinte métallique a été construite pour protéger le site.

## Galerie

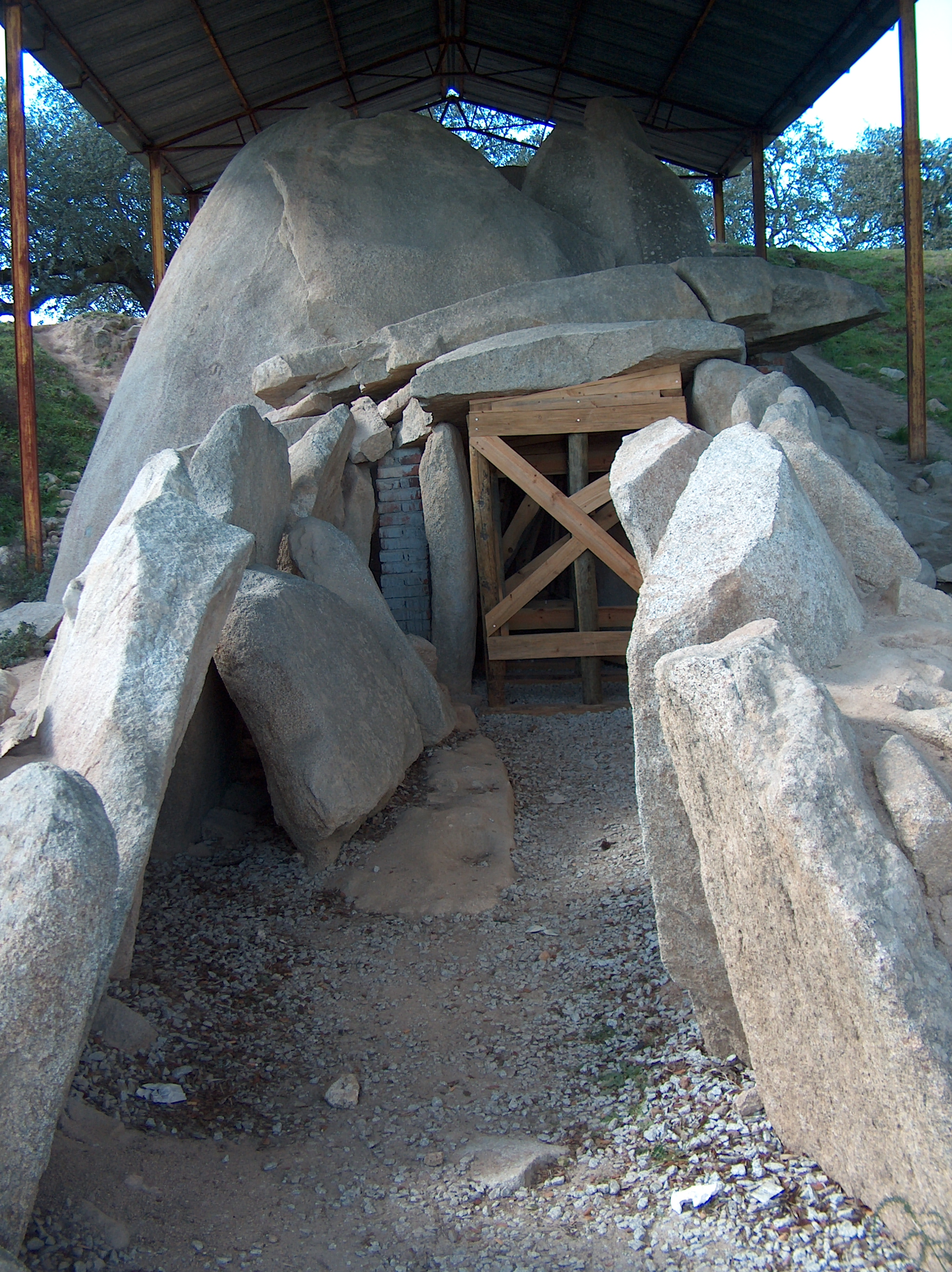
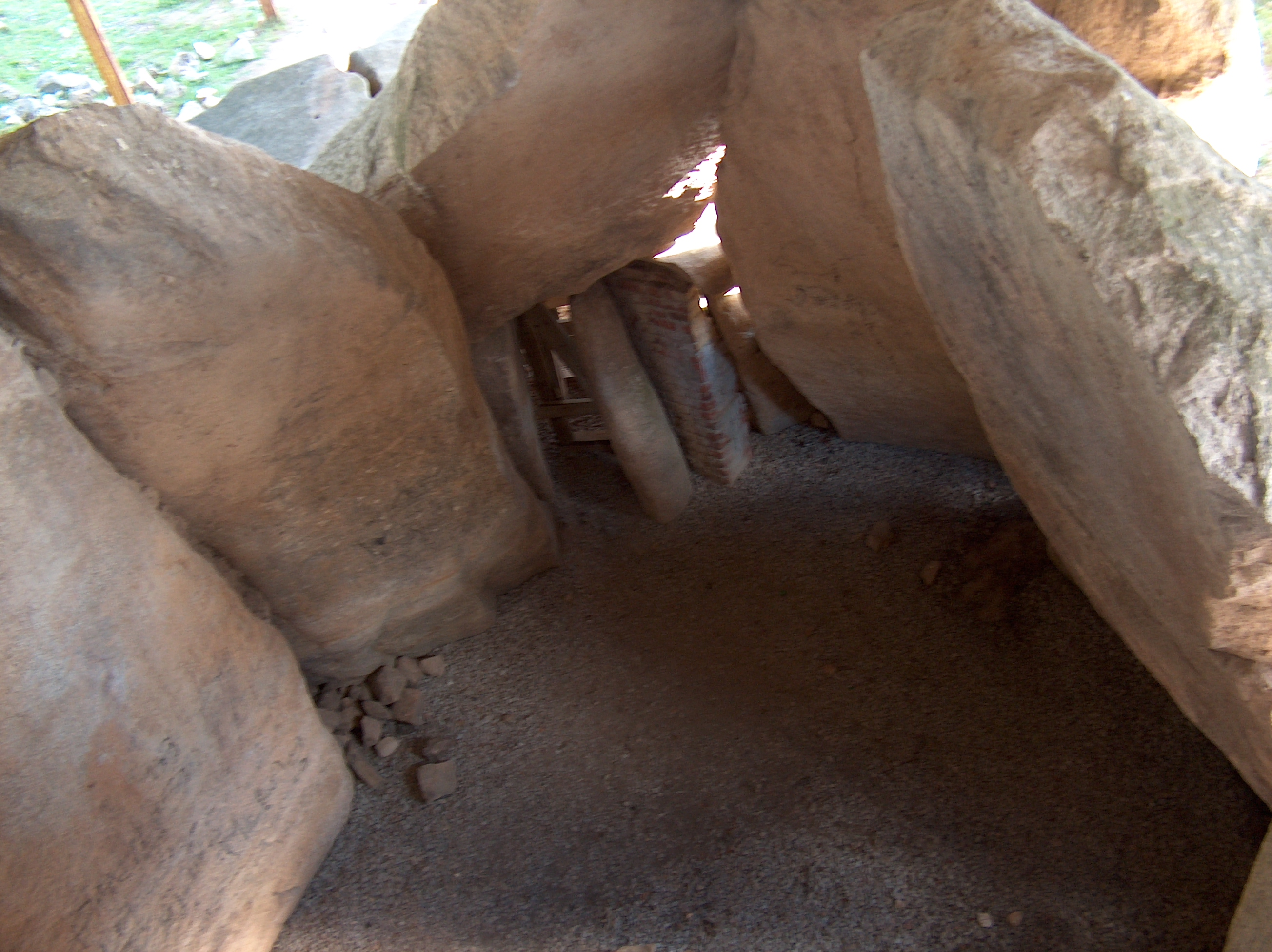